# Geobacter sulfurreducens
Espèce
Geobacter sulfurreducens est une espèce de proteobactérie à Gram négatif capable de réduire les métaux et le soufre. Son système génétique et son génome complet sont connus,,. 
Elle peut former des biofilms de plus de 50 μm d'épaisseur et peut convertir l'acétate en électricité. 

## Annexe